# Лажњак (стрип)
Лажњак је епизода Дилан Дога објављена у свесци бр. 108. у издању Веселог четвртка. Свеска је објављена 19.05.2016. Коштала је 270 дин (2,2 €; 2,46 $). Имала је 94 стране.

## Оригинална епизода
Оригинална епизода под називом L'impostore објављена је премијерно у бр. 317. регуларне едиције Дилана Дога која је у Италији у издању Бонелија изашла у јануару 2013. год. Епизоду је нацртао Никола Мари, сценарио написао Алесандро Билота, а насловну страну нацртао Анђело Стано. Коштала је 3,5 €.

## Кратак садржај
Девојка по имену Скарлет нуди Дилану ангажман да пронађе убицу њеног дечка Артура Фостера, познатог ТВ водитеља, који је за ТВ станицу правио емисије о популарној науци. (Пре неколико година је неовлашћено направио емисију о Дилану са пуно грешака, услед чега Дилна сматра да је Артур био преварант.) Убиство се десило док је Скарлет била у Артуровој кући. Убица је био Артуров двојник, што Скарлет наводи на помисао да убиство има дубљу, психолошку подзадину.
Нако што започне истрагу, Дилан сазнаје да је на истој ТВ станици запослен Чарлс Робинсон, ТВ имитатор, који се није слагао са Артуром. Ускоро се дешава још једно убиство. Лорд Вилкинсон, који је учествовао у емисији Чарлса Робинса као предмет исмевања, гине од руке свог савршеног двојника у својој вили. Дилана истрага води до нечекиваног обрта.

### Дилан као љубавник
Иако Дилан често освоји и напушта лепе жене које су најчешће његови клијенти, овога пута га Скарлет без икаквог објашњења избацује из стана након заједно проведене ноћи.

## Инспирација књижевношћу
Епизода експлоатише тему злог двојника (doppelgaenger). Nајвероватније је инспирисана кратком причом Едгара Алана Поа под називом Вилијам Вилсон (објављена 1839. г.)

## Претходна и наредна епизода
(Овај одељак је у изради.)